# Zick Zack
"Zick Zack" é um single da banda alemã de Neue Deutsche Härte Rammstein lançado em 7 de abril de 2022, sendo o segundo single do oitavo álbum "Zeit".

## Antecedentes e Divulgação
No dia 1 de abril, a banda divulgou uma imagem de uma sala de cirurgia com as logomarcas da banda, o simbolo do álbum "Zeit" e uma imagem de um abdômen masculino em um telão, e ao lado escrito a frase "Schneid es ab" (trad. Corte isso). Na legenda da imagem, dizia que o Rammstein estaria investindo em uma clínica de estética em Berlim que se chamaria "Zick Zack Beauty Clinic" Porém, rapidamente a imagem foi excluída, e se tratava de uma piada de 1 de abril.
Anteriormente, em dezembro de 2021 já havia sido divulgado que a banda estava gravando um vídeo com Jörn Heitmann em uma clinica psiquiátrica em Varsóvia na Polônia.
No dia 3 de abril, a banda divulgou por meio das redes sociais e pelo website oficial imagens dos membros da banda vestidos como pessoas que passaram por procedimentos estéticos. Além disso, o número de telefone de Berlim +493024779999 estava disponível para ligação. A chamada direcionava para a central de atendimento da "Zick Zack Beauty Clinic", que oferecia três opções: discando 1, as informações do vídeo como data de lançamento e hora eram repassados em inglês e alemão; discando 2, se ouvia um pequeno trecho do instrumental da canção; e, discando 3, se ouvia um trecho da acapella da canção.
Em 6 de abril foi divulgado um teaser do videoclipe.
No dia 9 de abril, no Alexanderplatz, em Berlim, um quiosque foi montado exclusivamente para a venda de ítens relacionados à canção, como camisetas, bolsas, almofadas e a versão em CD do single, que inclui uma revista de 32 páginas relacionada aos bastidores do videoclipe. No dia 13 de abril, a revista também começou a ser vendida na loja oficial da banda na internet e pela Amazon alemã.

## Lista de faixas

### CD/7' inch
| N.º            | Título                             | Duração |  |
| 1.             | "Zick Zack"                        | 4:04    |  |
| 2.             | "Zick Zack" (Remix por Boys Noize) | 4:00    |  |
| Duração total: | Duração total:                     | 8:04    |  |

### Digital/Streaming
| N.º            | Título                                          | Duração |  |
| 1.             | "Zick Zack"                                     | 4:04    |  |
| 2.             | "Zick Zack" (Remix por Boys Noize)              | 4:00    |  |
| 3.             | "Zick Zack" (Instrumental Remix por Boys Noize) | 4:29    |  |
| Duração total: | Duração total:                                  | 12:35   |  |

## Histórico de lançamento
| Região         | Data                 | Formatos                                                        | Gravadora                      | Número no catálogo | Ref.  |
| -------------- | -------------------- | --------------------------------------------------------------- | ------------------------------ | ------------------ | ----- |
| Mundo          | 7 de abril de 2022   | Download Streaming                                              | Universal Music Vertigo Berlin | —                  |       |
| União Europeia | 13 de abril de 2022  | 7-inch                                                          | Universal Music Vertigo Berlin | 0602445312795      | [ 7 ] |
| União Europeia | 13 de abril de 2022  | CD (inclui revista de 32 páginas)                               | Universal Music Vertigo Berlin | 0602445538010      | [ 8 ] |
| União Europeia | 7 de outubro de 2022 | CD (inclui revista de 32 páginas - Versão em inglês da revista) | Universal Music Vertigo Berlin | 0602448253385      | [ 9 ] |

## Desempenho nas paradas
| Paradas (2022)                        | Melhor posição |
| ------------------------------------- | -------------- |
| Alemanha (Offizielle Deutsche Charts) | 1              |
| Reino Unido (OCC UK Rock and Metal)   | 27             |
| Suécia (Sverigetopplistan)            | 76             |

## Créditos

### Videoclipe
- Bailarinas: Karolina Górska, Julia Ławrenowa, Jennifer Król, Ewa Kocka, Agata Szafrańska, Hanna Sech, Sara Gorbaczyńska, Natalia Popławska;

- Direção de encenação e coreografia: Małgorzata Potocka;

- Produtora: Katapult Filmproduktion;

- Diretor: Jörn Heitmann;

- Diretor de fotografia: Bernd Wondollek

- Produção: Alexander Kiening, Ingo Georgi;

- Linha de Produção: Ralph Remstedt

- Maquiagem (plástica): Tomasz Matraszek, Izabela Woldańska, Michał Zabielski, Andrzej Dąbrowski, Agnieszka Adamska, Adrian Burz;

- Maquiagem: Katrin Westerhausen;

- Designer de roupas: Markus Ernst;

- Designer de produção: Marianna Mikołajczak-Lisiecka;

- Editor: Arthur Heisler, Rob Myers;

- Colorista; Nadir Mansouri;

- Pós-produção: Björn Grundt;

- Classificação de cores: Mograde, Sarah Trostorff;

- Design de som: Basis Berlin Postproduktion, Julian Kossmann;

- Fotógrafo: Jens Koch;

- Assistentes de direção: Marcin Gałczyński, Weronika Rodowicz;

- Gerente de palco: Marcin Bielecki;

- Gerente de produção: Łukasz Szklarz;

- Gerente de localização: Zuzanna Borucka;

- Assistentes de camera: Krystian Dąbek, Filip Kozubek;

- Manuseio de dados/VTR: Hubert Szpikowski;

- Operador de Playback: Marcin Pawłot, Miłosz Sapieha;

- Gaffer: Konrad Karasewicz;

- Best Boy: Michał Pióro;

- Spark: Krzysztof Niewiadomski, Mateusz Rędowicz, Bartek Baprawski;

- Técnico de iluminação: Mariusz Nowak;

- Técnico de palco: Przemysław Klyszcz, Oktawian Ornoch;

- Genny: Jacek Sobczyński;

- Key Grip: Marcin Bębenista;

- Grip: Karol Ambroszczyk, Marcin Wieczorek, Robert Bębenista;

- Assistente de Grip: Bartosz Kurkiewicz;

- Decoração de palco: Anna Marzeda;

- Aderecista: Mariusz Kowalski;

- Adereços: Mirosław Opaliński, Antoni Adamski;

- Assistente de design de roupas: Alina Berger;

- Guarda-roupas: Kamila Kołek, Joanna Lisek;

- Guarda-roupas do Teatro: Anna Oszust;

- Assistente de maquiagem (plástica): Jakub Hampel, Marta Dąbrowska, Marta Krasowska, Kajetan Wójcik;

- Estilista de bailarinas e cabelo: Agnieszka Rębecka, Ewelina Cnota, Joanna Tomaszycka;

- Assistente de produção: Maria Filipowicz;

- Coordenação extra: Paulina Braun;

- Limpeza geral: Grzegorz Chmiel, Paulina Chmiel;

- Adestrador de animais: Beata Krzemińska, Jarosław Kucharek;

- Stage Hand: Krzysztof Rożeluk, Krzysztof Stachowski, Orest Pidhorodetsky;

- Estagiário do Stage Hand: Sambor Bielecki;

- Stage Hand/Runner: Ernest Gracz;

- Gerente de teatro: Jakub Mielcarz;

- Escritório do teatro: Anna Leszczyńska, Aleksandra Mielcarz;

- Gravado no Teatro Sabat, Varsóvia, Polônia; Hospital Psiquiátrico de Tworki, Pruszków, Polônia;

### Música
- Letras e música: Christoph Schneider, Christian Lorenz, Oliver Riedel, Paul Landers, Richard Kruspe, Till Lindemann;

- Produção: Olsen Involtini, Rammstein;

- Pro Tools & Edição lógica, Engenheiro de áudio e Produção adicional por Florian Ammon;

- Gravação de guitarras, edição e produção adicional de guitarras por Sky van Hoff no Studio Engine 55, Berlim;

- Mixagem por Olsen Involtini;

- Masterização por Jens Dreesen;

- Arte do álbum: Rocket & Wink;

- Publicado por Rammstein Musikverlag/Musik Edition Discoton GmbH;

### Banda
- Gerenciamento da banda: Birgit Fordyce, Stefan Mehnert;

- Consultoria pessoal da banda: Paulo San Martin